# Malatesta II. Malatesta
Malatesta II. Malatesta, italijanski kondotjer, * 1299, † 18. avgust 1364.